# Moi Caprice
moi Caprice er en dansk indierockgruppe med rødder i Nordjylland. De startede i 1993 under navnet Concrete Puppet Frog som et gymnasieband. Senere skiftede de navn til moi Caprice og de blev for alvor bemærket i 1997 da de, som det første band uden pladekontrakt, indtog førstepladsen på P3's Elektriske Barometer, hvor de efterfølgende har haft adskillige hits.

## Historie
I 1998 indspillede moi Caprice deres debutalbum, men pladeselskabet gik fallit og albummet blev 5 år forsinket. Første studiealbum Once upon a Time in the North udkom i 2003.
I 2005 udgav de deres andet album, som hed You Can’t Say No Forever. De to singler My Girl You Blush og To The Lighthouse hittede i de danske radioer. 
I 2006 udkom deres tredje album, som hed The Art of Kissing Properly. Albummet fik rigtig gode anmeldelser; Soundvenue gav det 5 ud af 6 stjerner. Drama Queen var første single og blev P3’s uundgåelige i uge 41 i 2006. Anden single, The Town And The City, klarede sig rigtig godt i de danske radioer.
I 2007 var moi Caprice blandt de nominerede ved Danish Music Awards i kategorierne Årets Danske Gruppe samt Årets Danske Rock Udgivelse. Det blev også til nomineringer til 4 stk. Steppeulve i kategorierne Årets Album for albummet The Art of Kissing Properly, Årets Orkester, Årets Vokalist (Michael Møller), samt Årets Producer(e). moi Caprice vandt i kategorien Årets Orkester.
Michael Møller debuterede som solist med albummet Every Streetcar’s Got a Name – An Album About Sex and Desire som udkom 5. november 2007.
moi Caprices fjerde album We Had Faces Then udkom den 6. oktober 2008.
Bandet har spillet adskillige steder, herunder i USA, Storbritannien, Spanien, Tyskland, Tjekkiet, Vietnam, Canada mm. De har også to gange optrådt på Roskilde Festival (2003 og 2007).

## Medlemmer

### Nuværende medlemmer
- Michael Møller (vokal, synth)
- David Brunsgaard (guitar)
- Casper Henning Hansen (trommer)
- Jacob Funch ( guitar)

### Tidligere medlemmer
- Christian Hillesø – trommer
- Lars Bang Jensen – bass
- Jakob Millung (bas)

## Diskografi

### Album
- Once upon a Time in the North (2003)
- You Can’t Say No Forever (2005)
- The Art of Kissing Properly (2006)
- We Had Faces Then (2008)
- Becoming Visible (2020)
- Nine Lives (2022)

### Ep'er og singler
- Daisies and Beatrice (cd-ep) (maj 2002)
- Summerfool (cd-ep) (oktober 2002)
- Artboy Meets Artgirl (cd-ep) (januar 2003)
- To The Lighthouse (remixes) (Vinyl 12") (2007)
- The Places We Have Loved (2020)
- Advent (2020)
- Orpheus (Edison Jr. Stella Polaris Remix) (2021)

### Opsamlingsalbum
- Singles Collection (11 sange plus 3 videoer fra tidligere EP'er. Popsicle, 2002)